# Roberto D'Aversa
Roberto D'Aversa (Stoccarda, 12 agosto 1975) è un allenatore di calcio ed ex calciatore italiano, di ruolo centrocampista.

## Carriera

### Giocatore
Nato a Stoccarda, in Germania, da padre abruzzese di Città Sant'Angelo e madre pugliese di Monte Sant'Angelo, rientrati a Pescara nel 1978, inizia a giocare a calcio nel settore giovanile della Renato Curi, in cui era schierato come attaccante. Durante la stagione 1990-1991 viene prelevato dal Milan, club con il quale ottiene il suo primo contratto da professionista nel 1994, pur senza essere mai utilizzato in campionato. Nel 1995 viene girato al Prato, in Serie C1, dove gioca nella stagione successiva 30 incontri segnando due gol.
Nel 1996 passa al Monza. Con i biancorossi rimane fino al 1999, salvo una breve parentesi in prestito al Casarano in Serie C1, dal gennaio al giugno 1997. È con i brianzoli che D'Aversa esordisce, nel settembre del 1997, in Serie B, categoria nella quale gioca con la squadra lombarda 40 partite, segnando 5 gol.
Dopo altre quattro stagioni di militanza tra i cadetti (116 partite e 9 gol tra Cosenza, Pescara, Sampdoria e Ternana), debutta in Serie A con la maglia dell'esordiente assoluta Siena, squadra nella quale nella stagione 2003-2004 gioca 29 partite realizzando un gol. L'esordio in Serie A risale al 31 agosto 2003 in Perugia-Siena (2-2).
Nell'estate del 2004 è tra i calciatori coinvolti in un'inchiesta federale riguardante l'attività di scommesse di alcuni calciatori sulle partite del campionato italiano. A conclusione di quell'inchiesta la Corte di Giustizia Federale infligge a D’Aversa, calciatore tesserato all'epoca dei fatti con il Siena, una squalifica di 6 mesi per violazione dei principi di lealtà, correttezza e probità e divieto di effettuare scommesse. Nonostante ciò il Siena gli conferma il contratto e nella stagione 2004-2005 è nuovamente in campo, giocando 18 volte con la maglia bianconera.
Nel gennaio 2007 lascia, dopo quattro stagioni tutte disputate nella massima serie, la formazione toscana e passa al Messina, sempre in Serie A, dove però retrocede, restando nella formazione peloritana anche nella successiva stagione tra i cadetti.
Al termine del campionato 2007-2008, con il fallimento del Messina, ottiene la rescissione del contratto ed il 9 settembre firma per il Treviso, squadra che milita tra i cadetti, mentre il 28 gennaio 2009 si accasa, sempre in B, al Mantova allenato da Alessandro Costacurta. Mette a segno la sua prima ed unica rete in biancorosso nella partita casalinga contro l'Albinoleffe che i virgiliani vincono per 1-0.
Scaduto il contratto, il 5 settembre 2009 passa al Gallipoli, compagine pugliese neopromossa in Serie B, ma durante la sessione invernale del calciomercato cambia ancora casacca trasferendosi (il 22 gennaio 2010) alla Triestina che lo acquista a titolo definitivo. Con i giuliani timbra 14 presenze in un campionato che si conclude con un'amara retrocessione in C1. Nella stagione successiva, all'età di 35 anni, riparte dalla Virtus Lanciano, squadra militante nel girone B di Prima Divisione, con cui ottiene la promozione in Serie B e la salvezza nel campionato successivo, da capitano.

### Allenatore

#### Virtus Lanciano
Dal 2013 diventa responsabile dell'area tecnica della Virtus Lanciano. Il 24 giugno 2014 firma il contratto come allenatore della società frentana. La stagione 2014-15 si conclude con la squadra salva, al quattordicesimo posto.
Il 30 gennaio 2016 viene esonerato a seguito della sconfitta casalinga contro il Trapani (0-3) con la squadra frentana al penultimo posto in classifica in Serie B.

#### Parma
Il 3 dicembre 2016 subentra sulla panchina del Parma, in Serie C al posto di Stefano Morrone che aveva preso l'interim dell'esonerato Luigi Apolloni. Il 17 giugno 2017 ottiene la promozione in Serie B con la squadra emiliana, dopo aver disputato e vinto la finale play-off contro l'Alessandria.
Viene confermato sulla panchina ducale anche nella stagione 2017-2018. Il 18 maggio 2018, in seguito alla vittoria esterna per 2-0 contro lo Spezia all’ultima giornata, raggiunge con il Parma la promozione diretta in Serie A, avendo ottenuto la seconda posizione in classifica alle spalle dell’Empoli. Rimane alla guida tecnica degli emiliani per altre due stagioni, ottenendo un quattordicesimo posto al suo debutto da allenatore in Serie A e un undicesimo posto nella stagione successiva. Il 23 agosto 2020, viene esonerato.
Il 7 gennaio 2021 viene richiamato sulla panchina del Parma, in sostituzione dell'esonerato Fabio Liverani, con il team al terz'ultimo posto. Non riesce però a risollevare le sorti del club, che retrocede in Serie B con quattro giornate d'anticipo e arriva ultimo in classifica; dopo aver messo insieme una sola vittoria, cinque pareggi e 16 sconfitte, viene esonerato il 24 maggio.

#### Sampdoria
Il 4 luglio 2021 viene ingaggiato dalla Sampdoria, in Serie A, firmando un contratto di due stagioni. Esordisce sulla panchina blucerchiata il 16 agosto, in occasione della vittoria nei trentaduesimi di finale di Coppa Italia, per 3-2, contro l'Alessandria. Ottiene la prima vittoria in campionato alla quarta giornata in casa dell'Empoli, per 3-0. Il 10 dicembre disputa il suo primo derby sulla panchina blucerchiata, vincendolo in casa del Genoa per 3-1. Il 17 gennaio 2022, viene esonerato, vista la situazione di classifica che vedeva i blucerchiati al 16º posto, a quattro punti dalla zona retrocessione.

#### Lecce
Il 27 giugno 2023 viene ingaggiato dal Lecce, in Serie A, firmando un contratto annuale, con opzione per una seconda stagione in caso di raggiungimento della salvezza. Dopo un proficuo girone di andata, nel girone di ritorno incappa in una crisi di risultati, con sette sconfitte in nove partite. L'11 marzo 2024 viene sollevato dall'incarico all'indomani della gara casalinga persa contro il Verona (0-1), al termine della quale è stato espulso per condotta violenta, avendo colpito con una testata il calciatore avversario Thomas Henry. La squadra è in quel momento quindicesima in classifica, un punto sopra la zona retrocessione.

#### Empoli
Il 2 luglio 2024 firma un contratto biennale con l'Empoli, club di Serie A. Dopo le prime 5 giornate di campionato, riesce nell'impresa di fare rimanere la squadra imbattuta e cominciare con 9 punti in 5 partite (2V, 3N), che la collocano al 5º posto in campionato, una cosa mai successa per l'Empoli nelle prime 5 giornate, neanche quando arrivò in Coppa UEFA sotto la guida di Luigi Cagni; inoltre arriva addirittura agli ottavi di finale di Coppa Italia contro la Fiorentina, battendo la capolista del campionato di quel momento, il Torino, allo stadio Grande Olimpico per 1-2. Prosegue l'imbattibilità anche nella sesta giornata, con un pari nel derby per 0-0 contro la Fiorentina in casa. Termina l'imbattibilità nella successiva giornata di campionato con una sconfitta all'Olimpico di Roma per 2-1 con la Lazio. Dopo un mese senza vittorie ottiene: una vittoria interna per 1-0 con il Como e poi la roboante vittoria per 1-4 contro l'Hellas Verona. Dopo quelle due vittorie e due pareggi sussegue un periodo negativo che porta la squadra a lottare per la salvezza, con ben 9 sconfitte nelle ultime 12 partite, che lo portano a un solo punto sopra la zona retrocessione e che mettono a rischio la sua posizione sulla panchina toscana. Dopo la sconfitta per 0-5 con l'Atalanta si ritrova per la prima volta in stagione nella zona rossa della classifica a −2 dalla salvezza con 10 sconfitte nelle ultime 13 partite, ma nonostante tutto il DS Roberto Gemmi lo conferma sulla panchina toscana nel post partita di Empoli-Atalanta. In Coppa Italia elimina ai calci di rigore la Juventus, approdando in semifinale per la prima volta nella storia del club, per poi venire eliminato dal Bologna, futura vincitrice del torneo. Dopo due vittorie consecutive contro Parma e Monza nonostante tutto con la sconfitta all’ultima giornata contro l’Hellas Verona (1-2) retrocede da terzultimo con 31 punti. A fine stagione viene sostituito da Guido Pagliuca.

## Statistiche

### Presenze e reti nei club
| Stagione               | Squadra                | Campionato             | Campionato | Campionato | Coppe nazionali | Coppe nazionali | Coppe nazionali | Coppe continentali | Coppe continentali | Coppe continentali | Altre coppe | Altre coppe | Altre coppe | Totale | Totale |
| Stagione               | Squadra                | Comp                   | Pres       | Reti       | Comp            | Pres            | Reti            | Comp               | Pres               | Reti               | Comp        | Pres        | Reti        | Pres   | Reti   |
| ---------------------- | ---------------------- | ---------------------- | ---------- | ---------- | --------------- | --------------- | --------------- | ------------------ | ------------------ | ------------------ | ----------- | ----------- | ----------- | ------ | ------ |
| 1995-1996              | Prato                  | C1                     | 30         | 2          | CI-C            | ?               | ?               | -                  | -                  | -                  | -           | -           | -           | 30+    | 2+     |
| 1996-1997              | Casarano               | C1                     | 6          | 1          | CI-C            | ?               | ?               | -                  | -                  | -                  | -           | -           | -           | 6+     | 1+     |
| 1996-1997              | Monza                  | C1                     | 25         | 0          | CI-C            | ?               | ?               | -                  | -                  | -                  | -           | -           | -           | 25+    | 0+     |
| 1997-1998              | Monza                  | B                      | 22         | 2          | CI              | ?               | ?               | -                  | -                  | -                  | -           | -           | -           | 22+    | 2+     |
| 1998-1999              | Monza                  | B                      | 18         | 3          | CI              | ?               | ?               | -                  | -                  | -                  | -           | -           | -           | 18+    | 3+     |
| Totale Monza           | Totale Monza           | Totale Monza           | 65         | 5          |                 | ?               | ?               |                    | -                  | -                  |             | -           | -           | 65+    | 5+     |
| 1999-2000              | Cosenza                | B                      | 27         | 2          | CI              | ?               | ?               | -                  | -                  | -                  | -           | -           | -           | 27+    | 2+     |
| 2000-2001              | Pescara                | B                      | 13         | 0          | CI              | 3               | 0               | -                  | -                  | -                  | -           | -           | -           | 16     | 0      |
| 2000-2001              | Sampdoria              | B                      | 17         | 2          | CI              | -               | -               | -                  | -                  | -                  | -           | -           | -           | 17     | 2      |
| 2001-2002              | Ternana                | B                      | 27         | 1          | CI              | 2               | 3               | -                  | -                  | -                  | -           | -           | -           | 29     | 4      |
| 2002-2003              | Ternana                | B                      | 33         | 4          | CI              | 4               | 1               | -                  | -                  | -                  | -           | -           | -           | 37     | 5      |
| Totale Ternana         | Totale Ternana         | Totale Ternana         | 60         | 5          |                 | 6               | 4               |                    | -                  | -                  |             | -           | -           | 66     | 9      |
| 2003-2004              | Siena                  | A                      | 29         | 1          | CI              | 3               | 0               | -                  | -                  | -                  | -           | -           | -           | 32     | 1      |
| 2004-2005              | Siena                  | A                      | 18         | 0          | CI              | -               | -               | -                  | -                  | -                  | -           | -           | -           | 18     | 0      |
| 2005-2006              | Siena                  | A                      | 26         | 0          | CI              | 2               | 0               | -                  | -                  | -                  | -           | -           | -           | 28     | 0      |
| 2006-gen. 2007         | Siena                  | A                      | 11         | 0          | CI              | 2               | 0               | -                  | -                  | -                  | -           | -           | -           | 13     | 0      |
| Totale Siena           | Totale Siena           | Totale Siena           | 84         | 1          |                 | 7               | 0               |                    | -                  | -                  |             | -           | -           | 91     | 1      |
| gen.-giu. 2007         | Messina                | A                      | 12         | 0          | CI              | -               | -               | -                  | -                  | -                  | -           | -           | -           | 12     | 0      |
| 2007-2008              | Messina                | B                      | 25         | 2          | CI              | 1               | 0               | -                  | -                  | -                  | -           | -           | -           | 26     | 2      |
| Totale Messina         | Totale Messina         | Totale Messina         | 37         | 2          |                 | 1               | 0               |                    | -                  | -                  |             | -           | -           | 38     | 2      |
| 2008-gen. 2009         | Treviso                | B                      | 18         | 1          | CI              | -               | -               | -                  | -                  | -                  | -           | -           | -           | 18     | 1      |
| gen.-giu. 2009         | Mantova                | B                      | 15         | 1          | CI              | -               | -               | -                  | -                  | -                  | -           | -           | -           | 15     | 1      |
| 2009-gen. 2010         | Gallipoli              | B                      | 12         | 1          | CI              | -               | -               | -                  | -                  | -                  | -           | -           | -           | 12     | 1      |
| gen.-giu. 2010         | Triestina              | B                      | 14         | 0          | CI              | -               | -               | -                  | -                  | -                  | -           | -           | -           | 14     | 0      |
| 2010-2011              | Virtus Lanciano        | 1D                     | 22         | 0          | CI+CI-LP        | 0+?             | 0+?             | -                  | -                  | -                  | -           | -           | -           | 22+    | 0+     |
| 2011-2012              | Virtus Lanciano        | 1D                     | 19+4       | 2+0        | CI+CI-LP        | 1+?             | 0+?             | -                  | -                  | -                  | -           | -           | -           | 24+    | 2+     |
| 2012-2013              | Virtus Lanciano        | B                      | 17         | 0          | CI              | 0               | 0               | -                  | -                  | -                  | -           | -           | -           | 17     | 0      |
| Totale Virtus Lanciano | Totale Virtus Lanciano | Totale Virtus Lanciano | 58+4       | 2+0        |                 | 1+              | 0+              |                    | -                  | -                  |             | -           | -           | 63+    | 2+     |
| Totale carriera        | Totale carriera        | Totale carriera        | 456+4      | 26         |                 | 18+             | 4+              |                    | -                  | -                  |             | -           | -           | 478+   | 30+    |

### Statistiche da allenatore
Statistiche aggiornate al 25 maggio 2025.
| Stagione               | Squadra                | Campionato             | Campionato | Campionato | Campionato | Campionato | Coppe nazionali | Coppe nazionali | Coppe nazionali | Coppe nazionali | Coppe nazionali | Coppe continentali | Coppe continentali | Coppe continentali | Coppe continentali | Coppe continentali | Altre coppe | Altre coppe | Altre coppe | Altre coppe | Altre coppe | Totale | Totale | Totale | Totale | % Vittorie | Piazzamento       |
| Stagione               | Squadra                | Comp                   | G          | V          | N          | P          | Comp            | G               | V               | N               | P               | Comp               | G                  | V                  | N                  | P                  | Comp        | G           | V           | N           | P           | G      | V      | N      | P      | %          | Piazzamento       |
| ---------------------- | ---------------------- | ---------------------- | ---------- | ---------- | ---------- | ---------- | --------------- | --------------- | --------------- | --------------- | --------------- | ------------------ | ------------------ | ------------------ | ------------------ | ------------------ | ----------- | ----------- | ----------- | ----------- | ----------- | ------ | ------ | ------ | ------ | ---------- | ----------------- |
| 2014-2015              | Virtus Lanciano        | B                      | 42         | 10         | 20         | 12         | CI              | 2               | 1               | 0               | 1               | -                  | -                  | -                  | -                  | -                  | -           | -           | -           | -           | -           | 44     | 11     | 20     | 13     | 25,00      | 14º               |
| 2015-gen. 2016         | Virtus Lanciano        | B                      | 24         | 5          | 7          | 12         | CI              | 1               | 0               | 0               | 1               | -                  | -                  | -                  | -                  | -                  | -           | -           | -           | -           | -           | 25     | 5      | 7      | 13     | 20,00      | Eson.             |
| Totale Virtus Lanciano | Totale Virtus Lanciano | Totale Virtus Lanciano | 66         | 15         | 27         | 24         |                 | 3               | 1               | 0               | 2               |                    | -                  | -                  | -                  | -                  |             | -           | -           | -           | -           | 69     | 16     | 27     | 26     | 23,19      |                   |
| dic. 2016-2017         | Parma                  | LP                     | 22+6       | 13+4       | 5+2        | 4+0        | CI-LP           | -               | -               | -               | -               | -                  | -                  | -                  | -                  | -                  | -           | -           | -           | -           | -           | 28     | 17     | 7      | 4      | 60,71      | Sub., 2º (prom.)  |
| 2017-2018              | Parma                  | B                      | 42         | 21         | 9          | 12         | CI              | 1               | 0               | 0               | 1               | -                  | -                  | -                  | -                  | -                  | -           | -           | -           | -           | -           | 43     | 21     | 9      | 13     | 48,84      | 2º (prom.)        |
| 2018-2019              | Parma                  | A                      | 38         | 10         | 11         | 17         | CI              | 1               | 0               | 0               | 1               | -                  | -                  | -                  | -                  | -                  | -           | -           | -           | -           | -           | 39     | 10     | 11     | 18     | 25,64      | 14º               |
| 2019-2020              | Parma                  | A                      | 38         | 14         | 7          | 17         | CI              | 3               | 2               | 0               | 1               | -                  | -                  | -                  | -                  | -                  | -           | -           | -           | -           | -           | 41     | 16     | 7      | 18     | 39,02      | 11º               |
| gen.-giu. 2021         | Parma                  | A                      | 22         | 1          | 5          | 16         | CI              | 1               | 0               | 0               | 1               | -                  | -                  | -                  | -                  | -                  | -           | -           | -           | -           | -           | 23     | 1      | 5      | 17     | &4,35      | Sub., 20º (retr.) |
| Totale Parma           | Totale Parma           | Totale Parma           | 168        | 63         | 39         | 66         |                 | 6               | 2               | 0               | 4               |                    | -                  | -                  | -                  | -                  |             | -           | -           | -           | -           | 174    | 65     | 39     | 70     | 37,36      |                   |
| 2021-gen. 2022         | Sampdoria              | A                      | 22         | 5          | 5          | 12         | CI              | 2               | 2               | 0               | 0               | -                  | -                  | -                  | -                  | -                  | -           | -           | -           | -           | -           | 24     | 7      | 5      | 12     | 29,17      | Eson.             |
| 2023-mar. 2024         | Lecce                  | A                      | 28         | 5          | 10         | 13         | CI              | 2               | 1               | 0               | 1               | -                  | -                  | -                  | -                  | -                  | -           | -           | -           | -           | -           | 30     | 6      | 10     | 14     | 20,00      | Eson.             |
| 2024-2025              | Empoli                 | A                      | 38         | 6          | 13         | 19         | CI              | 6               | 2               | 2               | 2               | -                  | -                  | -                  | -                  | -                  | -           | -           | -           | -           | -           | 44     | 8      | 15     | 21     | 18,18      | 18º (retr.)       |
| Totale carriera        | Totale carriera        | Totale carriera        | 322        | 94         | 94         | 134        |                 | 19              | 8               | 2               | 9               |                    | -                  | -                  | -                  | -                  |             | -           | -           | -           | -           | 341    | 102    | 96     | 143    | 29,91      |                   |